# Kaohsiung
Kaohsiung (chinesisch 高雄市, Pinyin Gāoxióng Shì, Tongyong Pinyin Gaosyóng Shìh, W.-G. Kao-hsiung Shih, Zhuyin ㄍㄠ ㄒㄩㄥˊ ㄕˋ, Pe̍h-ōe-jī Ko-hiông-chhī, Aussprache (Hochchinesisch)ⓘ, Japanisch: Takao) ist die drittgrößte Stadt Taiwans (April 2024). Sie ist eine von sechs regierungsunmittelbaren Städten Taiwans und in 38 Bezirke unterteilt.
Kaohsiung liegt im Südwesten der Insel Taiwan am Südchinesischen Meer und verfügt über den wichtigsten Hafen des Landes. Hier wird der größte Teil der taiwanischen Ölimporte abgewickelt, die von der umliegenden Industrie verarbeitet werden.

## Geographie

### Lage
Kaohsiung liegt im Südwesten der Insel Taiwan. Die eigentliche Kernstadt liegt an der Küste der Taiwanstraße und umfasst die Insel Qijin im Westen; im Norden grenzt Kaohsiung an die Stadt Tainan, im Süden und Südosten an den Landkreis Pingtung. Im Osten und Nordosten reicht das im Jahr 2010 erweiterte Stadtgebiet in den Bezirken Namasia, Tauyuan und Maolin bis ins taiwanische Zentralgebirge hinein, wo es an die Landkreise Chiayi, Nantou, Hualien und Taitung grenzt.

### Landschaften
Aufgrund der weiten Ausdehnung von Südwest nach Nordost finden sich im Gebiet der Stadt Kaohsiung sehr verschiedene Landschaftsformen. Während der Westen verhältnismäßig flach ist und im Südosten in die Pingdong-Ebene übergeht, steigt das Terrain im Osten und Nordosten steil an und erreicht im Bezirk Taoyuan auf dem Südgipfel des Yushan eine Höhe von 3844 m. Das Gebiet zwischen der industriell geprägten Kernstadt im Westen und dem größtenteils bewaldeten Gebirge wird intensiv landwirtschaftlich genutzt.
Das Gebiet Kaohsiungs wird von zahlreichen aus den Bergen kommenden Wasserläufen durchflossen, von denen der größte der Gaoping-Fluss (chin.: 高屏溪 Gāopíngxī) ist, der auch die Grenze zum Landkreis Pingtung bildet. Am bekanntesten ist dank seiner touristischen Bedeutung der die Kernstadt durchfließende Liebes-Fluss (chin.: 愛河 Aìhé).

### Klima
Das Klima von Kaohsiung ist tropisch feucht-heiß und durch den Monsun geprägt. Im gebirgigen Hinterland ist das Klima deutlich kühler und gemäßigter. Die regenreichsten Monate sind Juni bis August. Mit durchschnittlich mehr als 6 Sonnenstunden pro Tag ist Kaohsiung eine der sonnenscheinreichsten Städte Taiwans.
|                        | Jan  | Feb  | Mär  | Apr  | Mai   | Jun   | Jul   | Aug   | Sep   | Okt  | Nov  | Dez  |   |         |
| Mittl. Temperatur (°C) | 19,3 | 20,3 | 22,6 | 25,4 | 27,5  | 28,5  | 29,2  | 28,7  | 28,1  | 26,7 | 24   | 20,6 | ⌀ | 25,1    |
| Mittl. Tagesmax. (°C)  | 23,9 | 24,7 | 26,8 | 29,1 | 30,8  | 31,6  | 32,4  | 31,9  | 31,4  | 30   | 27,7 | 24,9 | ⌀ | 28,8    |
| Mittl. Tagesmin. (°C)  | 15,7 | 16,7 | 19,2 | 22,4 | 24,8  | 25,9  | 26,4  | 26,1  | 25,5  | 24   | 20,9 | 17,1 | ⌀ | 22,1    |
|                        |      |      |      |      |       |       |       |       |       |      |      |      |   |         |
| Niederschlag (mm)      | 16   | 20,5 | 38,8 | 69,8 | 197,4 | 415,3 | 390,9 | 416,7 | 241,9 | 42,7 | 18,7 | 16,2 | Σ | 1.884,9 |
|                        |      |      |      |      |       |       |       |       |       |      |      |      |   |         |
| Sonnenstunden (h/d)    | 5,6  | 5,9  | 6    | 6,3  | 6,4   | 6,7   | 7,1   | 6,2   | 5,9   | 5,9  | 5,4  | 5,2  | ⌀ | 6,1     |
|                        |      |      |      |      |       |       |       |       |       |      |      |      |   |         |
| Regentage (d)          | 3,2  | 3,7  | 4    | 5,8  | 9,3   | 13,8  | 12,9  | 16,3  | 11,2  | 3,5  | 2,6  | 2,3  | Σ | 88,6    |

| 15,7 |

| 16,7 |

| 19,2 |

| 22,4 |

| 24,8 |

| 25,9 |

| 26,4 |

| 26,1 |

| 25,5 |

| 24 |

| 20,9 |

| 17,1 |

| 15,7 |

| 16,7 |

| 19,2 |

| 22,4 |

| 24,8 |

| 25,9 |

| 26,4 |

| 26,1 |

| 25,5 |

| 24 |

| 20,9 |

| 17,1 |

### Bezirke
Vor 2010 umfasste das Stadtgebiet nur die eigentliche „Kernstadt“ mit den elf Kern-Bezirken Qijin (旗津區), Gushan (鼓山區), Yancheng (鹽埕區), Zuoying (左營區), Xinxing (新興區), Qianjin (前金區), Lingya (苓雅區), Sanmin (三民區), Nanzi (楠梓區), Qianzhen (前鎮區), Xiaogang (小港區).
Durch die Eingliederung der 27 Städte und Gemeinden des angrenzenden bisherigen Landkreises Kaohsiung in Form von Bezirken im Jahr 2010 umfasst die Stadt seither 38 Bezirke. Die drei ländlichen, tief im Bergland gelegenen Bezirke Namaxia, Tauyuan und Maolin, die mehrheitlich von Angehörigen der indigenen Völker Taiwans bewohnt sind, haben seit 2014 einen besonderen Selbstverwaltungsstatus als „Bergland-Stadtbezirke der Ureinwohner“ (直轄市山地原住民區).
In der folgenden Tabelle sind die Bezirke mit Einwohnerzahl und Fläche aufgeführt. Die ursprünglichen Bezirke der Kernstadt sind grau hinterlegt markiert.
| Bezirk                                                      | chin.            | Hanyu Pinyin     | Taiwanisch (POJ) | Fläche (km²) | Einwohner | Ew./km² |
| ----------------------------------------------------------- | ---------------- | ---------------- | ---------------- | ------------ | --------- | ------- |
| Nanzi                                                       | 楠梓區           | Nánzǐ Qū         | Lâm-chú          | 25,8276      | 184.410   | 7.136   |
| Zuoying                                                     | 左營區           | Zuǒyíng Qū       | Chó-iâⁿ          | 19,3888      | 196.839   | 10.158  |
| Gushan                                                      | 鼓山區           | Gǔshān Qū        | Kó͘-san           | 14,7458      | 139.619   | 9.468   |
| Sanmin                                                      | 三民區           | Sānmín Qū        | Sam-bîn          | 19,7866      | 342.176   | 17.308  |
| Yancheng                                                    | 鹽埕區           | Yánchéng Qū      | Iâm-tiâⁿ         | 1,4161       | 24.212    | 17.086  |
| Qianjin                                                     | 前金區           | Qiánjīn Qū       | Chiân-kim        | 1,8573       | 26.888    | 14.492  |
| Xinxing                                                     | 新興區           | Xīnxīng Qū       | Sin-heng         | 1,9764       | 51.020    | 25.849  |
| Lingya                                                      | 苓雅區           | Língyǎ Qū        | Lêng-ngá         | 8,1522       | 170.457   | 20.936  |
| Qianzhen                                                    | 前鎮區           | Qiánzhèn Qū      | Chiân-tìn        | 19,1207      | 189.115   | 9.898   |
| Qijin                                                       | 旗津區           | Qíjīn Qū         | Kî-tin           | 1,4639       | 28.665    | 19.595  |
| Xiaogang                                                    | 小港區           | Xiǎogǎng Qū      | Sió-káng         | 45,4426      | 157.508   | 3.467   |
| Fengshan                                                    | 鳳山區           | Fèngshān Qū      | Hōng-soaⁿ        | 26,7590      | 359.071   | 13.418  |
| Daliao                                                      | 大寮區           | Dàliáo Qū        | Toā-liâu         | 71,0437      | 112.395   | 1.582   |
| Niaosong                                                    | 鳥松區           | Niǎosōng Qū      | Chiáu-chhêng     | 24,5927      | 44.262    | 1.800   |
| Linyuan                                                     | 林園區           | Línyuán Qū       | Lîm-hn̂g          | 32,2860      | 69.995    | 2.170   |
| Renwu                                                       | 仁武區           | Rénwǔ Qū         | Jîn-bú           | 36,0808      | 86.582    | 2.396   |
| Dashu                                                       | 大樹區           | Dàshù Qū         | Toā-chhiū        | 66,9811      | 42.650    | 637     |
| Dashe                                                       | 大社區           | Dàshè Qū         | Toā-siā          | 26,5848      | 34.644    | 1.304   |
| Gangshan                                                    | 岡山區           | Gāngshān Qū      | Kong-san         | 47,9421      | 97.168    | 2.028   |
| Luzhu                                                       | 路竹區           | Lùzhú Qū         | Lō͘-tek           | 48,4348      | 52.603    | 1.087   |
| Qiaotou                                                     | 橋頭區           | Qiáotóu Qū       | Kiô-thâu         | 25,9379      | 37.619    | 1.451   |
| Ziguan                                                      | 梓官區           | Zǐguān Qū        | Chú-koaⁿ         | 11,5967      | 35.919    | 3.103   |
| Mituo                                                       | 彌陀區           | Mítuó Qū         | Mî-tô            | 14,7772      | 19.315    | 1.307   |
| Yong’an                                                     | 永安區           | Yǒng'ān Qū       | Éng-an           | 22,6141      | 13.910    | 615     |
| Yanchao                                                     | 燕巢區           | Yàncháo Qū       | Iàn-châu         | 65,3950      | 29.823    | 456     |
| Tianliao                                                    | 田寮區           | Tiánliáo Qū      | Chhân-liâu       | 92,6802      | 7.205     | 78      |
| Alian                                                       | 阿蓮區           | Ālián Qū         | A-lian           | 34,6164      | 28.746    | 831     |
| Qieding                                                     | 茄萣區           | Qiédìng Qū       | Ka-tiāⁿ          | 15,7624      | 30.081    | 1.908   |
| Hunei                                                       | 湖內區           | Húnèi Qū         | Ô͘-lāi            | 20,1615      | 29.861    | 1.480   |
| Qishan                                                      | 旗山區           | Qíshān Qū        | Kî-san           | 94,6122      | 36.816    | 389     |
| Meinong                                                     | 美濃區           | Měinóng Qū       | Bi-long          | 120,0316     | 39.811    | 332     |
| Neimen                                                      | 內門區           | Nèimén Qū        | Lāi-mn̂g          | 95,6224      | 14.526    | 152     |
| Shanlin                                                     | 杉林區           | Shānlín Qū       | Sam-nâ           | 104,0036     | 11.918    | 115     |
| Jiaxian                                                     | 甲仙區           | Jiǎxiān Qū       | Kah-sian         | 124,0340     | 6.073     | 49      |
| Liugui                                                      | 六龜區           | Liùguī Qū        | La̍k-ku           | 194,1584     | 12.971    | 67      |
| Maolin                                                      | 茂林區           | Màolín Qū        | Bō͘-lîm           | 194,0000     | 1.987     | 10      |
| Tauyuan                                                     | 桃源區           | Táoyuán Qū       | Thô-goân         | 928,9800     | 4.326     | 5       |
| Namaxia                                                     | 那瑪夏區         | Nàmǎxià Qū       | Namasia          | 252,9895     | 3.137     | 12      |
| Kaohsiung gesamt                                            | Kaohsiung gesamt | Kaohsiung gesamt | Kaohsiung gesamt | 2951,8524    | 2.774.323 | 939     |
| Quelle: Statistikabteilung des Innenministeriums (Mai 2018) |                  |                  |                  |              |           |         |

| Kernstadt von Kaohsiung                                                                            |
| -------------------------------------------------------------------------------------------------- |
| Nanzi Zuoying Gushan Sanmin 1 2 3 Qijin Lingya Qianzhen Xiaogang 1. Yancheng 2. Qianjin 3. Xinxing |

| Karte der Stadtbezirke von Kaohsiung |
| --- |
| Tainan Landkreis Taitung Landkreis Pingtung Landkreis Chiayi Chiayi Landkreis Nantou Landkreis Hualien Alian Daliao Dashe Dashu Fengshan Gangshan Hunei Qieding Jiaxian Linyuan Liugui Luzhu Maolin Meinong Mituo Namaxia Nanzi Neimen Niaosong Qiaotou Qishan Renwu Shanlin Tauyuan Tianliao Xiaogang Yanchao Yong’an Zuoying Gushan Ziguan Gushan Lingya Yancheng Qianjin Xinxing Qianzhen Qijin Sanmin |

## Geschichte

### 17. bis 19. Jahrhundert
Kaohsiung entwickelte sich aus einem Dorf, das im 17. Jahrhundert Táⁿ-káu hieß, was in der Sprache der ansässigen taiwanischen Urbevölkerung so viel wie Bambuswald bedeutete. Aus dieser Bezeichnung wurde im Minnan-Dialekt der chinesischen Einwanderer der Name Tá-káu (geschrieben mit den Schriftzeichen 打狗).
Im Jahre 1624 errichteten die in Penghu von den chinesischen Truppen geschlagenen Niederländer eine Festung bei dem Dorf. Um 1630 begann die erste organisierte chinesische Einwanderung von der Provinz Fujian nach Taiwan. Kaohsiung war eines der Hauptsiedlungsziele. 1661 wurden die Holländer von den Chinesen unter der Führung von Zheng Chenggong vertrieben. Der Ort erhielt in dem von ihm gegründeten Königreich Tungning den Namen 萬年,  Wàn Nián – „zehntausend Jahre/Ewigkeit“ und gehörte zu den zwei kommunalen Kreisen.
Nachdem der Name in den 1670er Jahren nochmals in Takao geändert worden war, begann schließlich ein stetiges Wachstum des Ortes, hervorgerufen durch die ständige Einwanderung chinesischer Siedler vom Festland. Zu Beginn der Qing-Herrschaft über Taiwan wurde der Name 1684 abermals in 鳳山,  Fèngshān – „Berg des Phönix“, geändert, der Ort wurde Teil der Präfektur Taiwan. In dieser Zeit erlangte auch der Hafen der Stadt erstmals Bedeutung.

### Japanische Kolonialzeit

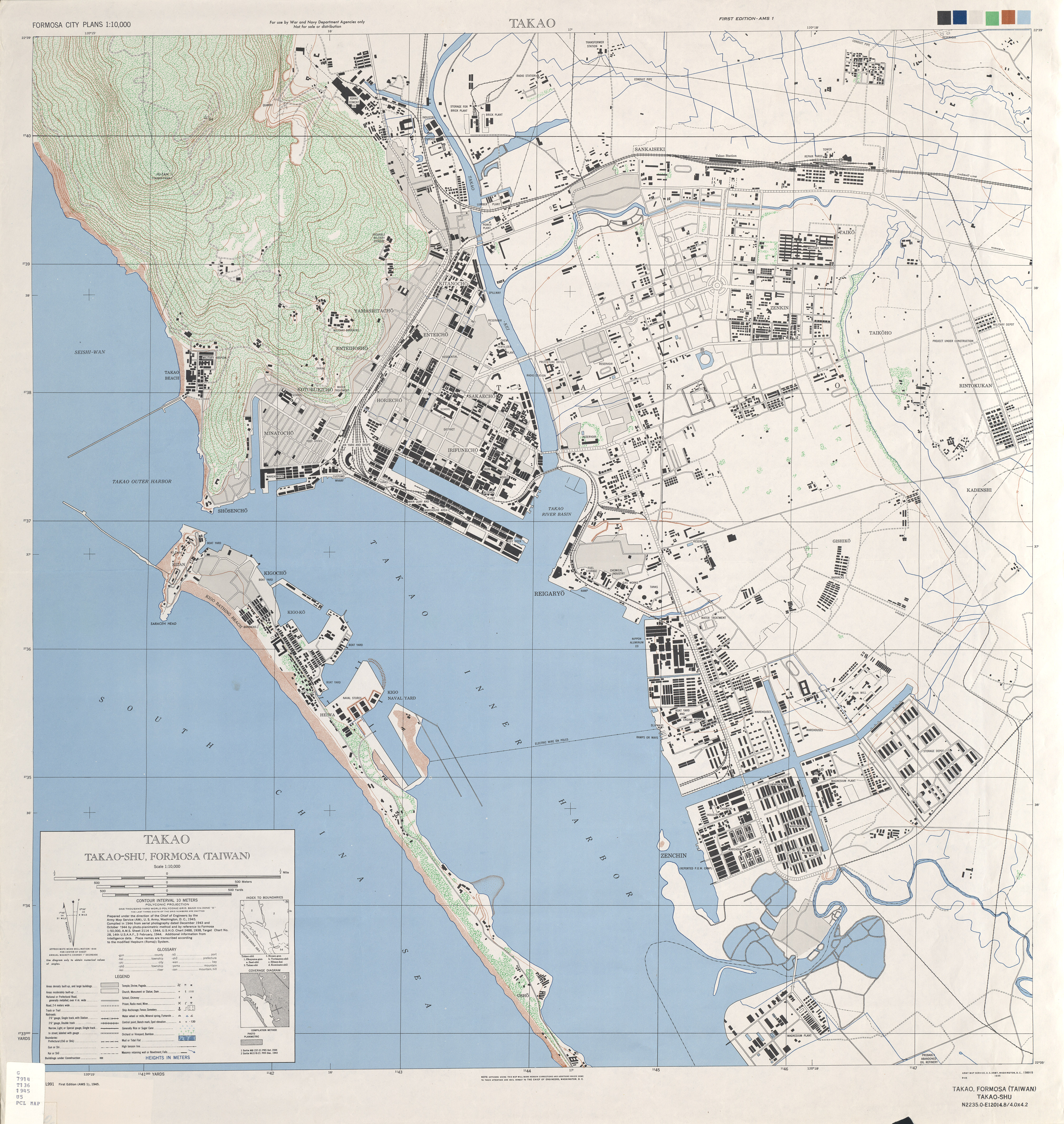
Stadtplan von Takao kurz vor Ende der japanischen Herrschaft

1895 wurde Taiwan mit dem Vertrag von Shimonoseki an Japan abgetreten. Im Japanischen änderte sich nun der Name von 打狗 (Tá-káu im Taiwanischen) zu 高雄 (Takao im Japanischen) und, obwohl beide Wörter gleich ausgesprochen wurden, änderte sich die Bedeutung der benutzten Schriftzeichen von den Hund schlagen zu Hoher Held, was wiederum im Hochchinesischen als Gāoxióng (=Kaohsiung) ausgesprochen wird, wodurch der heutige Name entstand. Die Japaner förderten den Ausbau der Stadt, besonders des Hafens.
Am 13. Juli 1913 wurde das römisch-katholische Bistum Kaohsiung als Apostolische Präfektur Formosa errichtet und 1949 in Apostolische Präfektur Kaohsiung umbenannt. 1961 wurde die Apostolische Präfektur zum Bistum erhoben. Bischofskirche ist die Kathedrale Unserer Lieben Frau vom Heiligen Rosenkranz.
Im Zweiten Weltkrieg war Takao (insbesondere der Hafen und das Flugfeld) von Juni 1944 bis August 1945 Ziel mehrerer US-amerikanischer Bombenangriffe.

### Nach 1945
Nach 1945 kam die Insel Taiwan unter die Herrschaft der Republik China und Kaohsiung wurde kreisfreie Stadt innerhalb der Provinz Taiwan. Das übrige Gebiet der ehemaligen japanischen Präfektur Takao wurde als Landkreis Kaohsiung reorganisiert. Am 1. Juli 1979 wurde Kaohsiung aus der Provinz Taiwan herausgelöst und zur regierungsunmittelbaren Stadt hochgestuft. Im Dezember 1979 ereignete sich hier der Kaohsiung-Vorfall, in dem sich prodemokratische Tendenzen in der Bevölkerung Weg brachen.

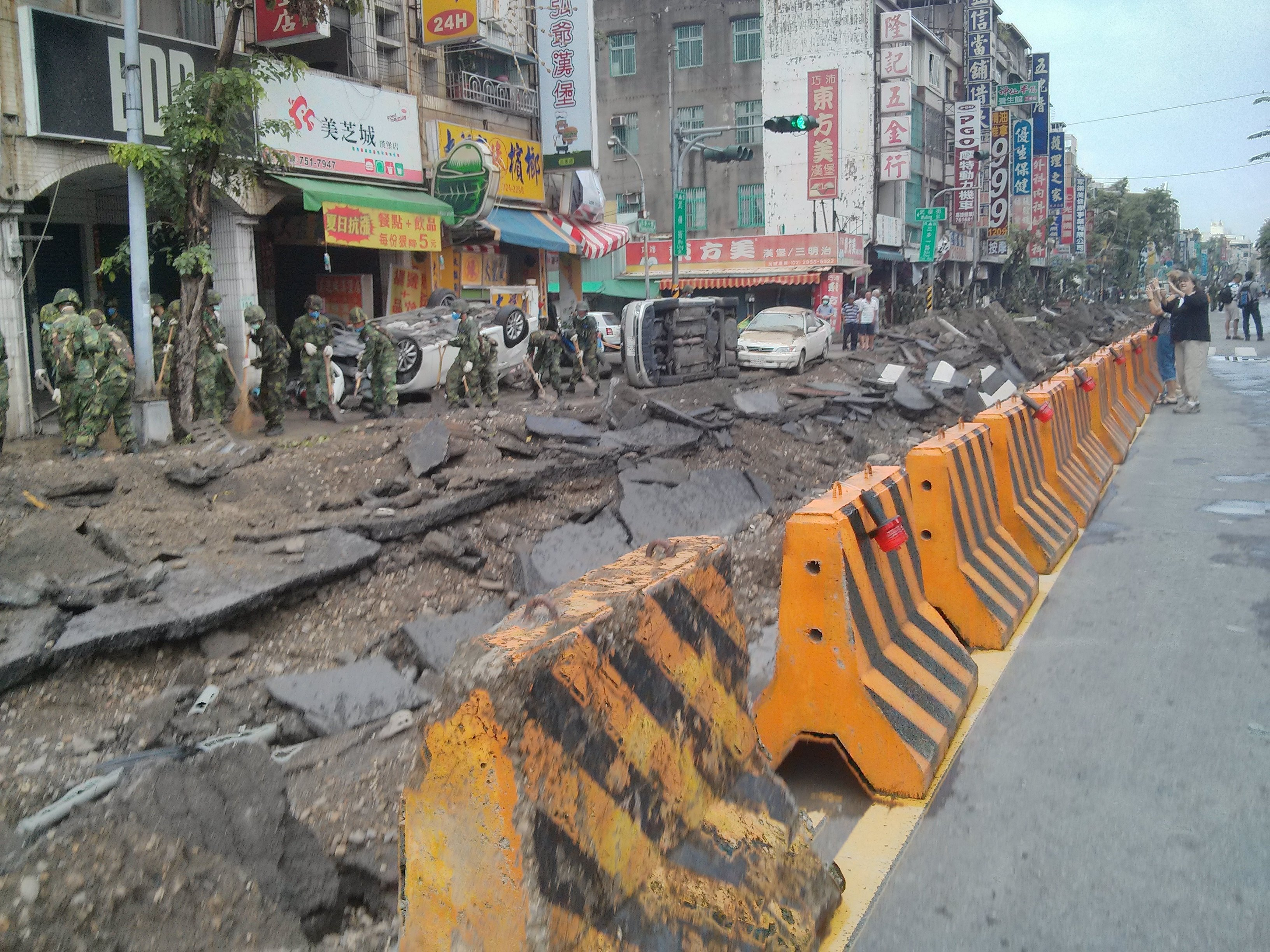
Nach der Gasexplosion vom 31. Juli 2014: aufgerissene Decke einer Hauptverkehrsstraße

Vom 16. bis 29. Juli 2009 war Kaohsiung Ausrichter der 8. World Games.
Am 25. Dezember 2010 wurde im Rahmen einer Gebietsreform der Republik China der Landkreis Kaohsiung in die Stadt eingegliedert. Das Stadtgebiet vergrößerte sich dadurch von 154 auf 2946 km², die Einwohnerzahl von etwa 1,5 auf 2,7 Millionen.
Am 31. Juli 2014 erschütterte eine Serie schwerer Gasexplosionen die Stadt, wobei ganze Straßenzüge aufgerissen wurden. Als Ursache wurden Gaslecks in unterirdischen Pipelines der petrochemischen Industrie identifiziert.
Vom 1. bis 31. Oktober 2017 fanden hier das 3. Ecomobility World Festival und ein entsprechender Kongress vom 2. bis 4. Oktober statt.

## Wirtschaft und Infrastruktur

### Wirtschaft
Früher wurden in Kaohsiung unter anderem Aluminium, Holz- und Papierprodukte, Düngemittel, Zement und verschiedene Metalle produziert, die meist für den Export bestimmt waren. Heute findet man vorwiegend Maschinenbau- und Schiffbauindustrie.

### Verkehr
Hafen

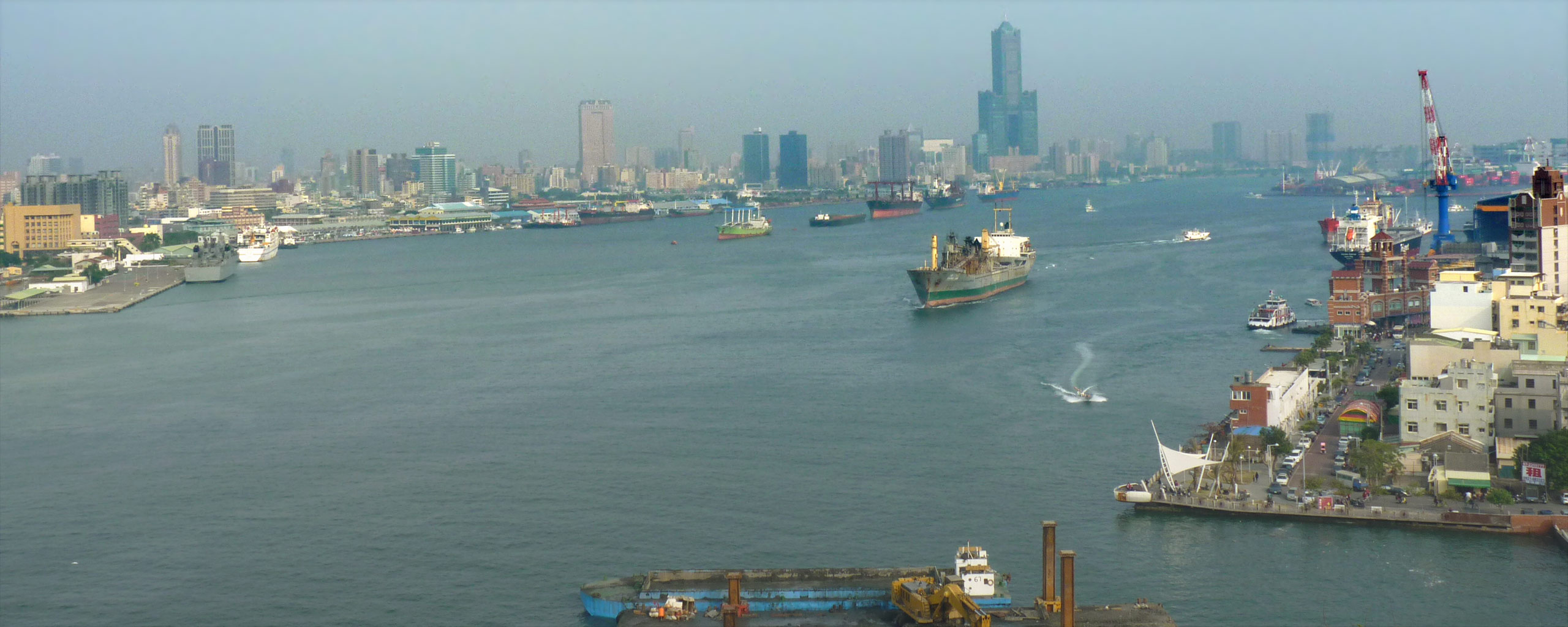
Blick auf den Hafen

Die Verwaltungsbehörde für den Hafen untersteht nicht der Stadt, sondern dem Verkehrsministerium. Im Hafen befindet sich eine Sonderwirtschaftszone für den Handel mit der Volksrepublik China, der im April 1997 mit bestimmten Einschränkungen in Gang gekommen ist. Aus politischen Gründen ist ein direkter Waren- und Güterverkehr zwischen beiden Staaten nicht möglich. Das in Kaohsiung existierende Offshore Transshipment Center ist zuständig für den Schiffsverkehr mit den beiden Häfen Xiamen und Fuzhou in Festlandchina. Güterverkehr nach Taiwan oder umgekehrt aus Taiwan in die Sonderwirtschaftszone ist bestimmungsgemäß ausgeschlossen. Nach rund 48 Jahren Stillstand in den Handelsbeziehungen über die Taiwan-Straße hinweg traf am 20. April 1997 das am Tag zuvor in Xiamen gestartete Containerschiff Sheng Da in Kaohsiung ein, um Fracht für Drittstaaten zu löschen und Ladung aufzunehmen.
Im Jahr 2022 hatte der Hafen einen Umschlag von rund 9,5 Millionen TEU und lag damit auf Platz 18 der größten Containerhäfen der Welt.
Flughafen
Der internationale Flughafen Kaohsiung im südlichen Stadtteil Xiaogang ist der zweitgrößte Flughafen Taiwans.
Schienenverkehr
Die neue Hochgeschwindigkeitsbahn (Taiwan High Speed Rail), die die Reisezeit zur Hauptstadt Taipeh auf 90 Minuten verkürzt, verkehrt seit Januar 2007 vom vorläufigen Endbahnhof Zuoying im Norden der Stadt.
Im Bezirk Gushan wurde 2010 das Eisenbahnmuseum Takao eröffnet.
Öffentliche Verkehrsmittel

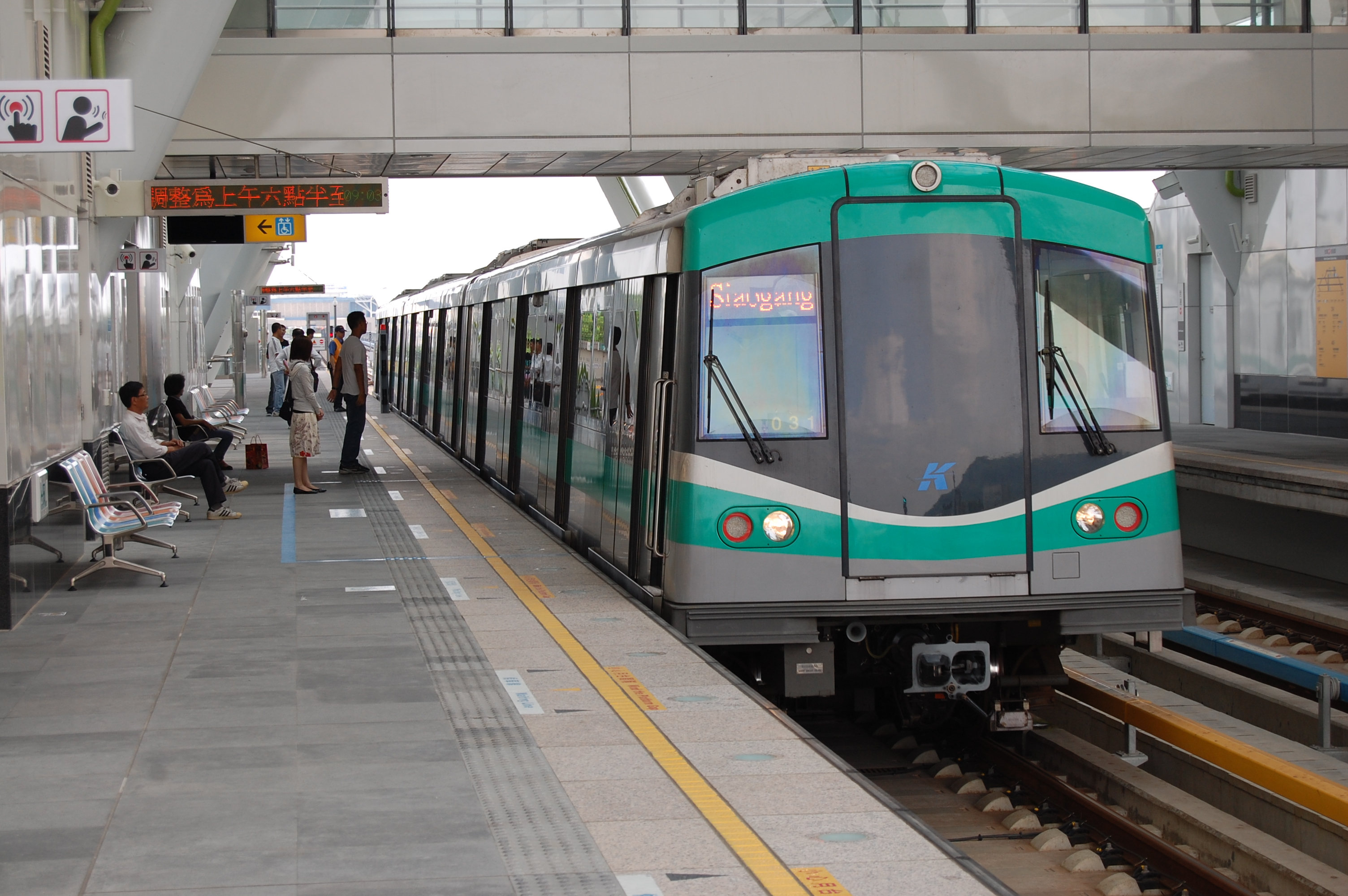
U-Bahnwagen von Siemens auf der roten Linie

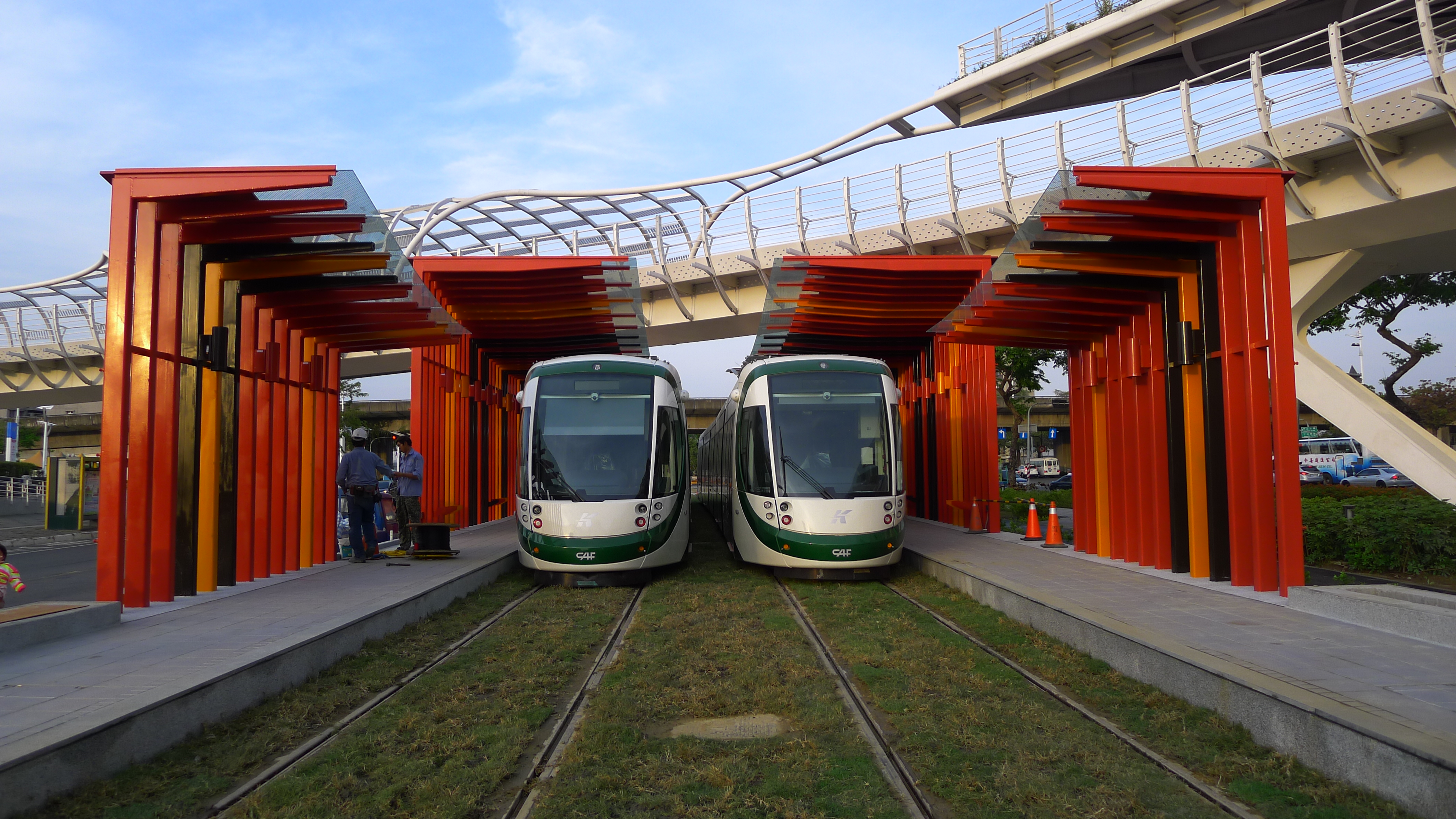
Zwei Urbos-Straßenbahnwagen auf der Halbringlinie

Das U-Bahn-System der Stadt, der Kaohsiung Mass Rapid Transit (KMRT), nahm seinen Betrieb im Jahr 2008 auf. Die erste Linie, die in Nord-Süd-Richtung verlaufende „Rote Linie“, wurde am 9. März eröffnet, die zweite Linie, die in Ost-West-Richtung verlaufende „Orange Linie“, folgte am 14. September. Sowohl Bahnhof als auch Flughafen sind an das KMRT-Netz angebunden. Weitere Linien und Verlängerungen der beiden bestehenden Linien sind geplant.
Zudem besitzt Kaohsiung eine moderne ringförmige Straßenbahnlinie. Sie ist auf dem Netzplan grün dargestellt und wurde schrittweise ab dem 16. Oktober 2016 eröffnet. Nach dem Ringschluss zum Jahreswechsel 2023/2024 ist die Linie 22,1 Kilometer lang und besitzt 38 Haltestellen. Seit der Eröffnung fahren fünfteilige Urbos-Straßenbahnwagen von CAF. Für spätere Verlängerungen lieferte Alstom 15 ebenfalls fünfteilige Wagen des Typs Citadis 305. Die Strecke ist oberleitungslos angelegt, die Fahrzeuge fahren im Batteriebetrieb.
CityBike Kaohsiung ist ein öffentliches Fahrradverleihsystem.

### Die zehn höchsten Wolkenkratzer
- Tuntex Sky Tower (東帝士八五大樓,  Dōngdì shì bāwǔ dàlóu) 347 m + Spire = 380 m
- Grand 50 Tower
- Far Eastern Ding Ding Hotel
- Grand Hi-Lai Hotel
- Asia-Pacific Financial Plaza
- Linden Hotel
- Xin-Fu-Hwa

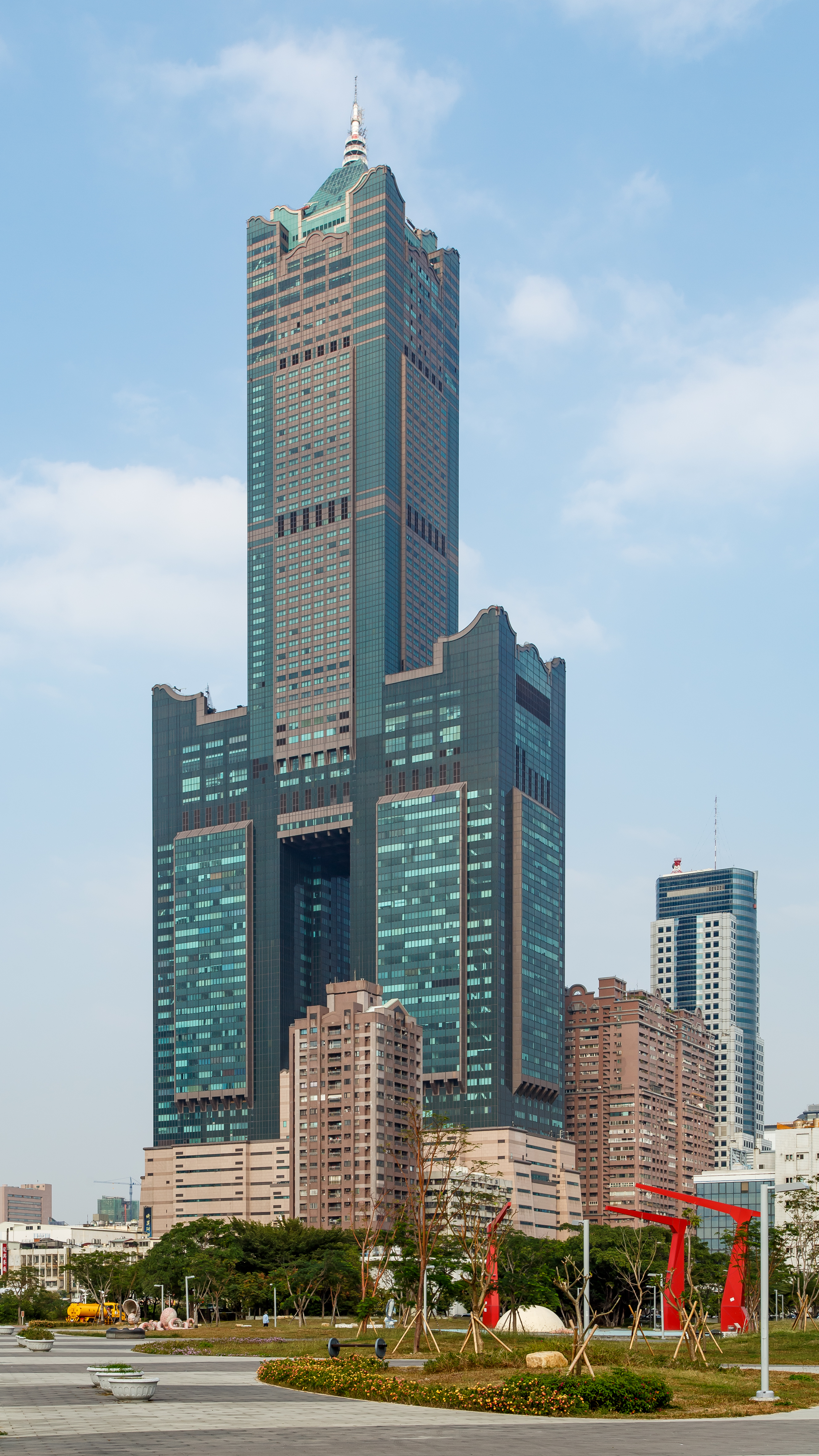
Der Tuntex Sky Tower

- Bao-Cheng Enterprise Tower (寶成企業大樓,  Bǎochéng qǐyè dàlóu)
- Shr-Hwa Financial Center (世華商業中心,  Shìhuá shāngyè zhōngxīn)
- Kaohsiung Twin Towers

### Tourismus

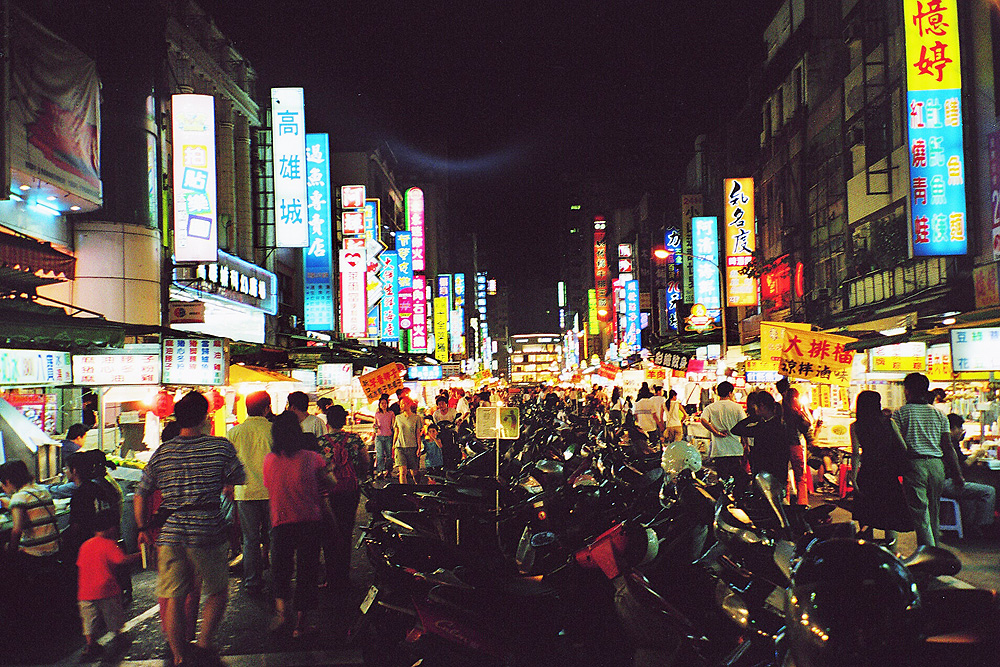
Der Liuhe-Nachtmarkt

Während Kaohsiung in der Zeit nach dem Zweiten Weltkrieg vor allem durch seinen Hafen und seine Schwerindustrie Bedeutung erlangte, ist es in jüngerer Zeit zunehmend auch ein touristisches Ziel, vor allem für Besucher aus China, Japan und Hong Kong. Beliebte Ziele im Gebiet der Kernstadt sind unter anderem der Liebes-Fluss, der Lotus-See, der Chengcing-See, der Shoushan (mit 356 m der höchste Punkt der Kernstadt), die Xiziwan-Bucht, die Insel Qijin, der Liuhe-Nachtmarkt, der Ruifeng-Nachtmarkt und das höchste Gebäude der Stadt, der Tuntex Sky Tower. Im Fo-Guang-Shan-Buddha-Museum, wo eine Zahn-Reliquie des Buddha aufbewahrt wird, kann man einen Einblick in die buddhistische Weltanschauung und Kunst erhalten. Im erweiterten Stadtgebiet ist vor allem das Gebirge ein beliebtes Ausflugsziel zum Wandern und Baden in Thermalquellen. Der Bezirk Meinong ist berühmt für seine traditionelle Kultur der Hakka-Volksgruppe. Die Asia New Bay Area am Hafen ist ein Industrie-, Messe- und Kulturgelände. Die Zuckerfabrik Ciaotou ist heute Museum und technisches Denkmal.

### Hochschulen und Universitäten
In Kaohsiung gibt es eine Reihe staatlicher und privater Hochschulen und Universitäten mit einer Vielzahl von Studiengängen und Fachrichtungen:
| Name (dt./engl.) | Chinesisch         |
| --- | ------------------ |
| Cheng-Shiu-Universität Cheng Shiu University                                                                              | 正修科技大學       |
| Fooyin-Universität Fooyin University                                                                                      | 輔英科技大學       |
| I-Shou-Universität I-Shou University                                                                                      | 義守大學           |
| Kao-Yuan-Universität Kao Yuan University                                                                                  | 高苑科技大學       |
| Medizinische Universität Kaohsiung Kaohsiung Medical University                                                           | 高雄醫學大學       |
| Nationaluniversität für Gastlichkeit und Tourismus Kaohsiung National Kaohsiung University of Hospitality and Tourism     | 國立高雄餐旅大學   |
| Nationaluniversität Kaohsiung National University of Kaohsiung                                                            | 國立高雄大學       |
| Nationaluniversität Kaohsiung für angewandte Naturwissenschaften National Kaohsiung University of Applied Sciences        | 國立高雄應用科技大 |
| Nationaluniversität Kaohsiung für Naturwissenschaften und Technik National Kaohsiung University of Science and Technology | 國立高雄科技大學   |
| Pädagogische Nationaluniversität Kaohsiung National Kaohsiung Normal University                                           | 國立高雄師範大學   |
| Shih-Chien-Universität (Campus Kaohsiung) Shih Chien University (Kaohsiung Campus)                                        | 實踐大學(高雄校區) |
| Shu-Te-Universität Shu-Te University                                                                                      | 樹德科技大學       |
| Sun-Yat-sen-Nationaluniversität National Sun Yat-sen University                                                           | 國立中山大學       |
| Ursulinische Wenzao-Universität für Fremdsprachen Wenzao Ursuline University of Languages                                 | 文藻外語大學       |

## Partnerstädte
Kaohsiung unterhält internationale Partnerschaften mit folgenden Städten:
| - Knoxville, USA - Pensacola, USA - Macon, USA - Plains, USA - Mobile, USA - Tulsa, USA - San Antonio, USA - Colorado Springs, USA | - Miami, USA - Portland, USA - Little Rock, USA - Seattle, USA - Fort Lauderdale, USA - Honolulu, USA - King County (Washington), USA - Erzgebirgskreis, Deutschland | - Busan, Südkorea - Malé, Malediven - Cebu, Philippinen - Daejeon, Südkorea - Da Nang, Vietnam - Kumamoto, Japan - Präfektur Kumamoto, Japan - Hachiōji, Japan | - Blantyre, Malawi - Kanifing, Gambia - Durban, Südafrika - Barranquilla, Kolumbien - Cartago, Costa Rica - Belize City, Belize - Panama-Stadt, Panama - Brisbane, Australien - Pristina, Kosovo |

## Persönlichkeiten
- Shih Ming-teh (1941–2024), Bürgerrechtler und Politiker
- Fan Chung (* 1949), Mathematikerin
- Peter Liu Cheng-chung (* 1951), Geistlicher, Erzbischof
- Lung Ying-tai (* 1952), Schriftstellerin und Kulturministerin der Republik China
- Lu Chen (* 1976), Zauberkünstler
- Chuang Chia-jung (* 1985), Tennisspielerin
- Belle Chen (* 1988), Pianistin
- Li Wen-hua (* 1989), Diskuswerferin
- Huang Ting-ying (* 1990), Radrennfahrerin
- Kuei Ya Chen (* 1990), Badmintonspielerin
- Lee Hua-chen (* 1993), Tennisspielerin
- Eddy Chen (* 1993), Violinist und Komiker
- Tai Tzu-ying (* 1994), Badmintonspielerin
- Lin Yu-tang (* 2000), Weitspringer

## Galerie

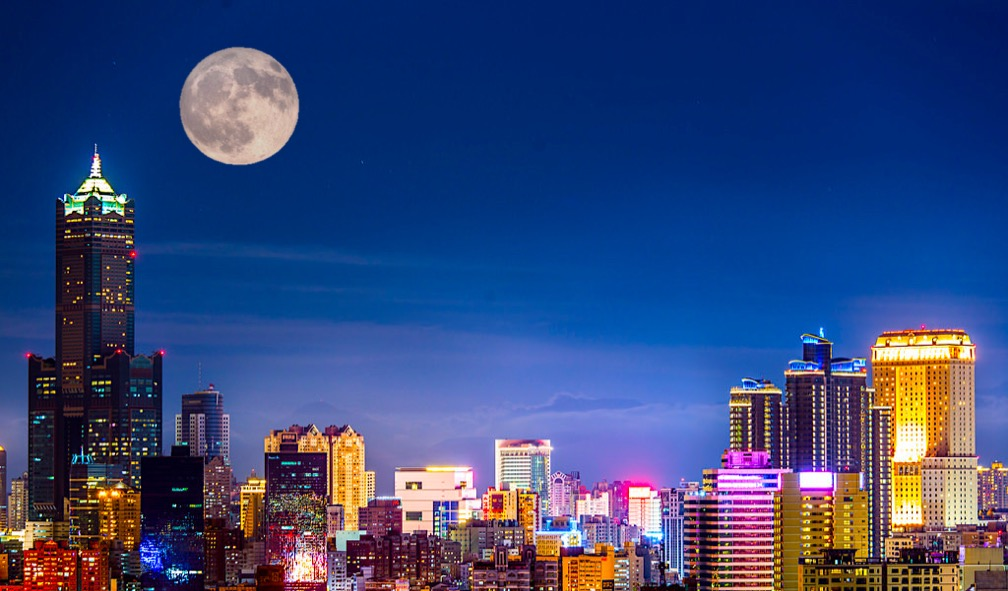
Skyline von Kaohsiung
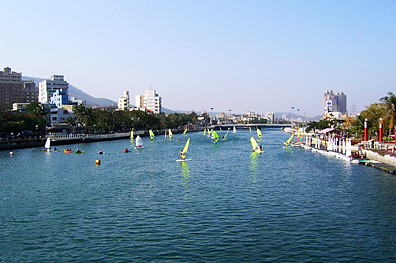
Liebes-Fluss
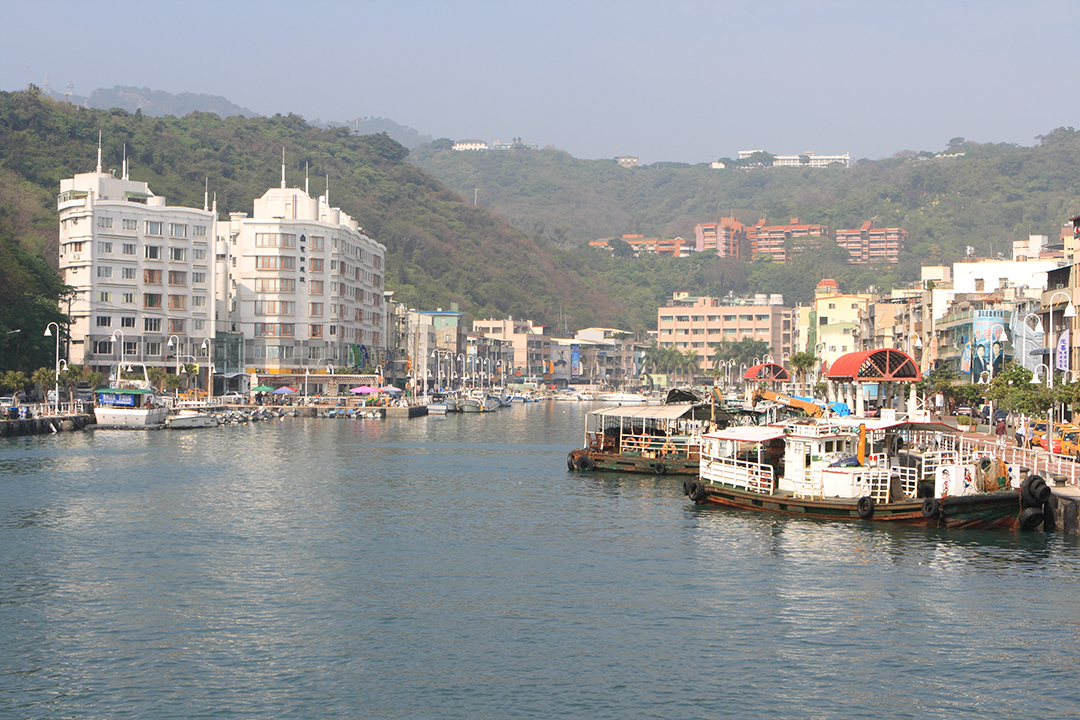
Fischerhafen von Gushan
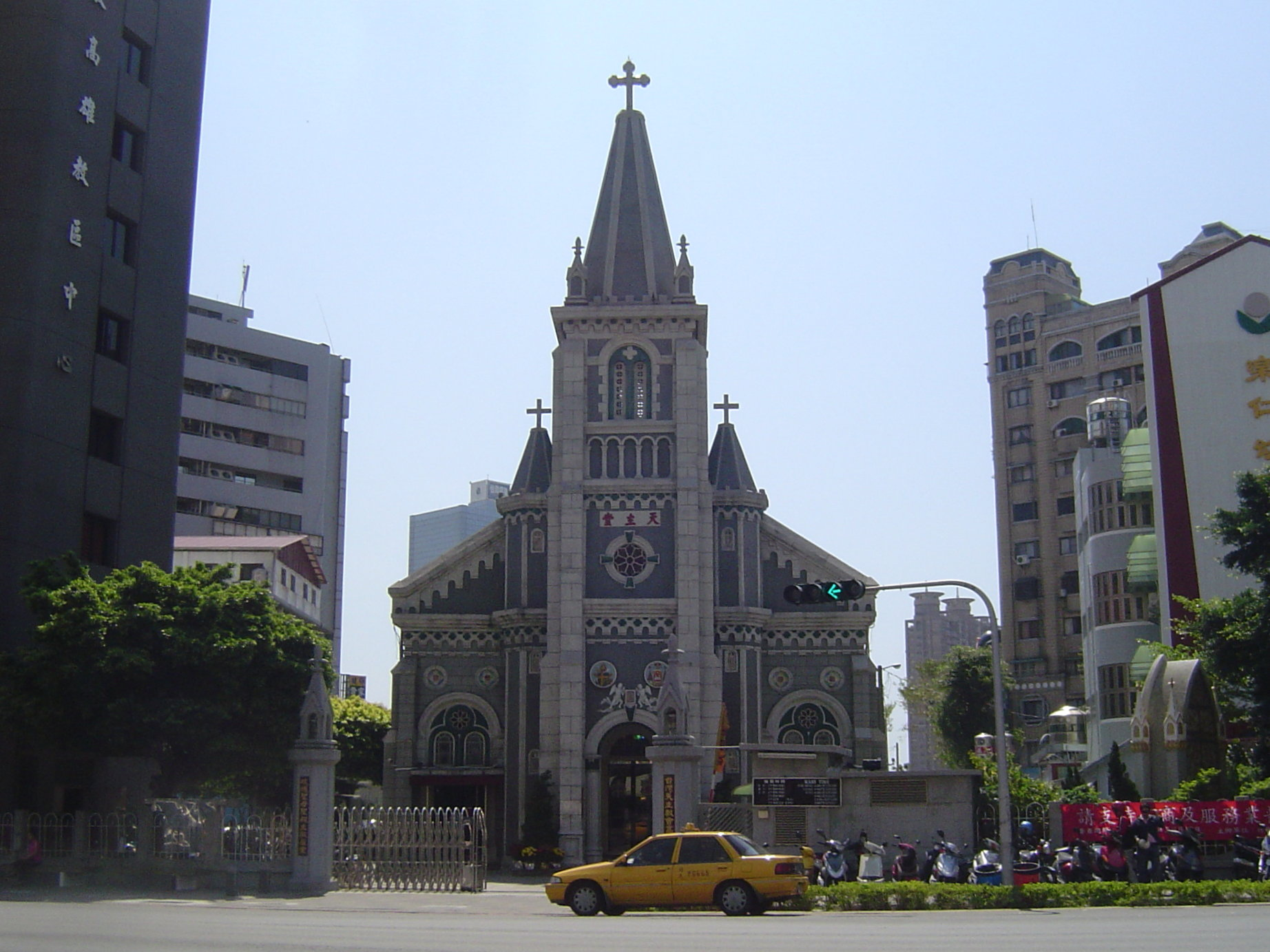
Kathedrale Unserer Lieben Frau vom Heiligen Rosenkranz
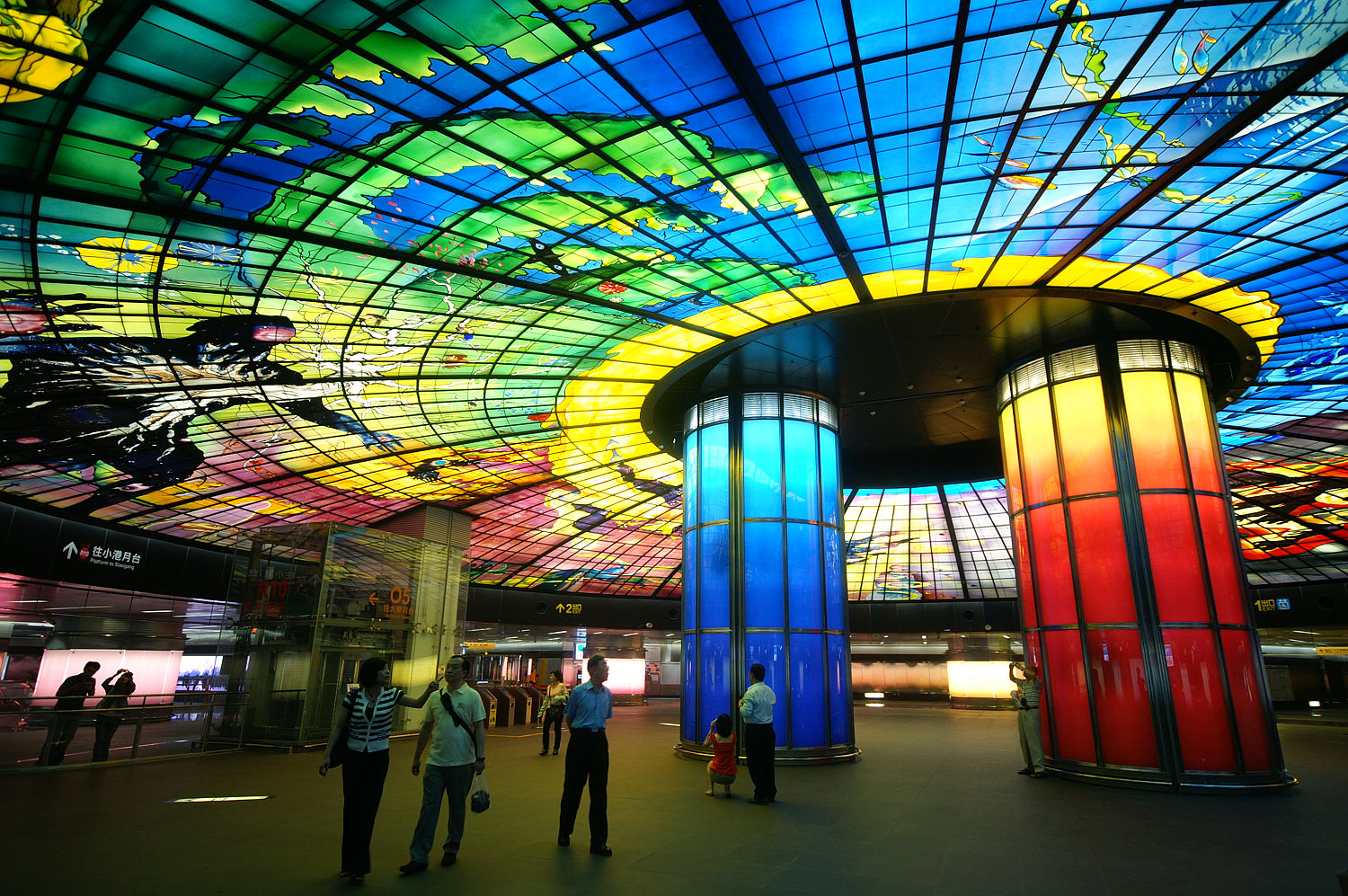
U-Bahn-Haltestelle Formosa-Boulevard
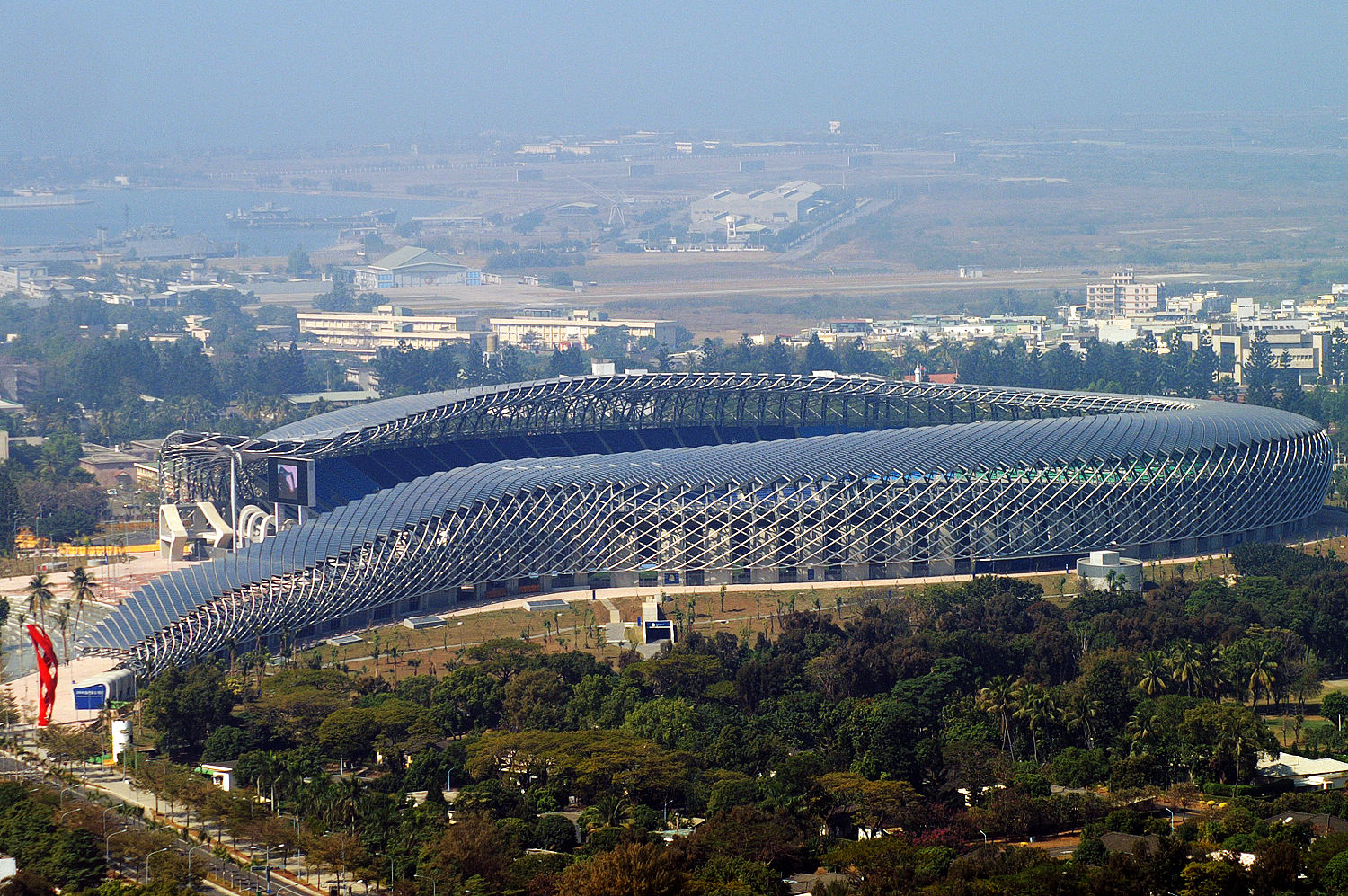
World-Game-Stadion
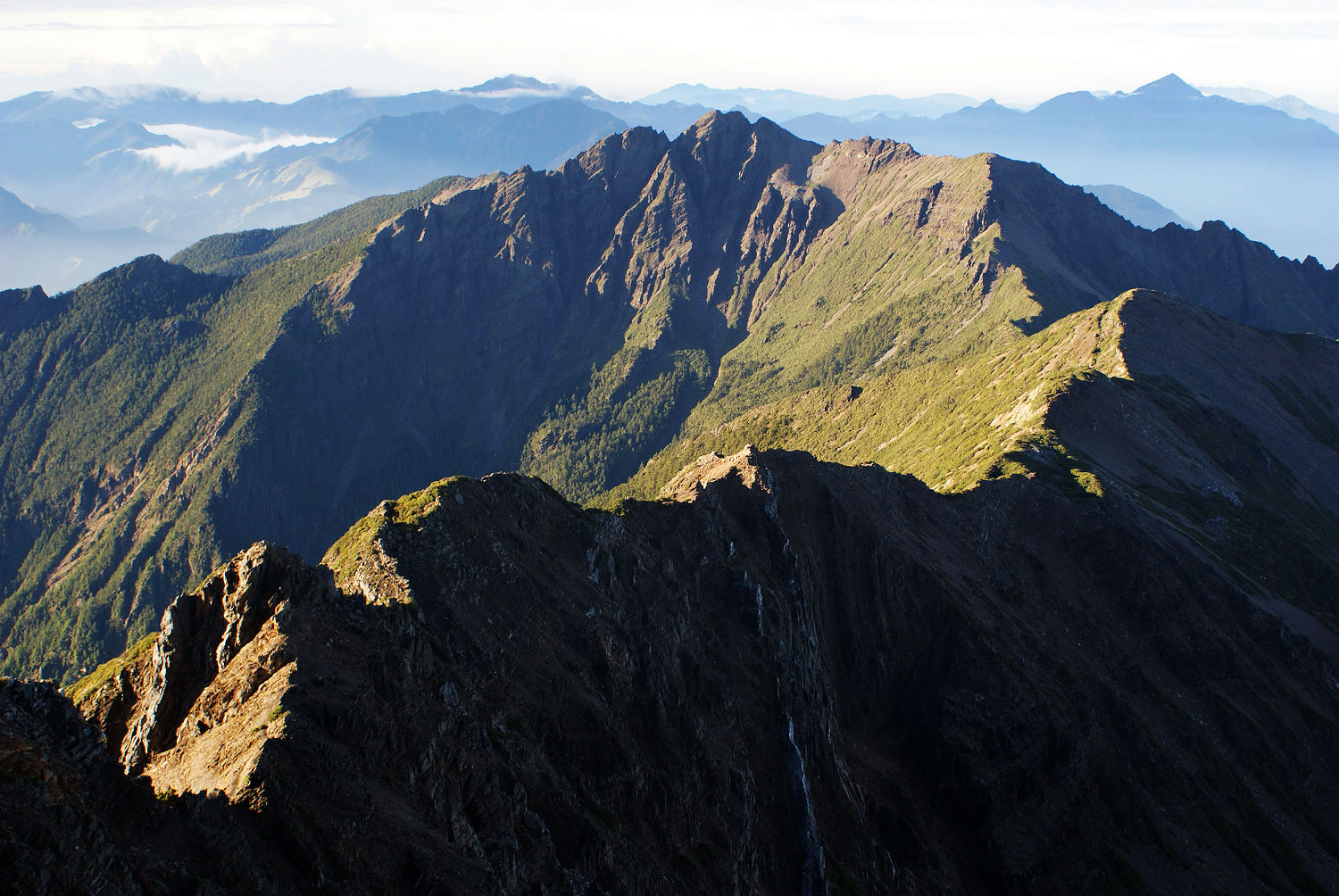
Südgipfel des Yushan